# Gesellschaft für Automobilwagenbau System Loutzky

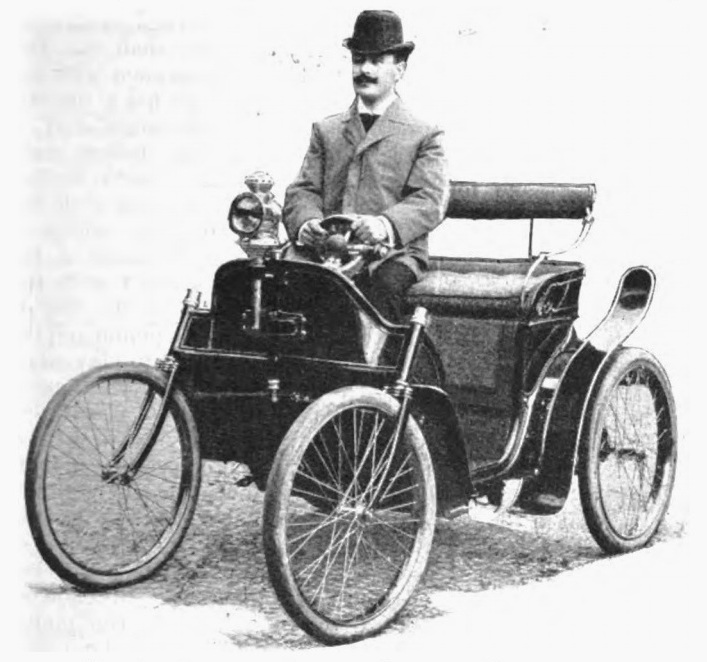
Loutzky 3.5 PS (1900)

Gesellschaft für Automobilwagenbau System Loutzky war ein deutscher Hersteller von Automobilen.

## Unternehmensgeschichte
Boris Loutzky gründete das Unternehmen 1897 (nach anderen Quellen 1899) in Berlin zur Produktion von Automobilen. Der Markenname lautete Loutzky. 1901 (nach anderen Quellen 1900) endete die Produktion, weil Loutzky keinen Hersteller für den Bau seiner Konstruktionen in größeren Stückzahlen fand. Er wurde dann für die Daimler Motoren-Gesellschaft tätig.

## Fahrzeuge
Ab 1897 entstanden Dreiräder nach Art des De-Dion-Bouton-Motordreirades mit Personenanhänger.
1899 folgte ein vierrädriger Kleinwagen mit zwei Sitzen. Für den Antrieb sorgte ein Zweizylindermotor mit 1000 cm³ Hubraum und 3,5 PS Leistung, der im Heck direkt über der Hinterachse montiert war. Das Getriebe bot zwei Vorwärtsgänge plus Rückwärtsgang. Die Vorderräder waren jeweils an Gabeln wie bei Fahrrädern befestigt. Das Gewicht war mit rund 250 kg angegeben, die Höchstgeschwindigkeit mit 35 km/h.
Außerdem entstand ein Lieferwagen für die Reichspost. Hier leistete der Zweizylindermotor 5 bis 5,5 PS. Zwei Personen fanden nebeneinander auf einer Sitzbank Platz, die weit hinten auf dem Fahrzeug montiert war. Davor war ein Kasten für Ladung.
Während seiner Tätigkeit für die Daimler Motoren-Gesellschaft vermittelte Loutzky 1903 einen Beschaffungsauftrag der russischen Marineverwaltung über eine Reihe von Lastkraftwagen System Daimler-Loutzky.
Eine weitere Quelle bestätigt ein Dreirad samt Anhänger auf einer Automobilausstellung.